# جبر (اسم)
جبر هو اسم علم مذكر من أصل عربي، ومعناه هو خلاف الكسر، عود تجبر به العظام والجبر الطاقة والشجاع.

## شخصيات تحمل الاسم
- جبر الأعرابي
- جبر الجلاهمه
- جبر بن أنس
- جبر بن صالح الدوسري (1938 – 2008)
- جبر بن عبد الله
- جبر بن عتيك
- جبر حجات
- جبر داهش معدي (سياسي إسرائيلي، 1 أبريل 1919 – 19 مايو 2009)
- جبر ضومط (1858 – 18 يناير 1930 )
- جبر علوان (1948 – )

## وصلات خارجية
- موسوعة السلطان قابوس لأسماء العرب نسخة محفوظة 5 أبريل 2019 على موقع واي باك مشين.